# 아사 소머스
아사 소머스(Asa Somers, 1968년 12월 5일 ~ )는 미국의 배우, 연극 배우이다.

## 영화
- 클레어 블루 튜즈데이 (2009년)
- 두번째 사랑 (2007년) - 리치 역
- 아이라 앤 애비 (2006년)
- Law & Order : 성범죄전담반 1 (1999년)